# Saint-Étienne-du-Bois, Ain

Saint-Étienne-du-Bois este o comună în departamentul Ain din estul Franței.